# ジャン・ジロー (映画監督)
ジャン・ジロー（Jean Giraut, 1924年5月9日 - 1982年7月24日）は、フランスの映画監督。

## 経歴
主にコメディ映画を手がけ、ルイ・ド・フュネスと多くの共同作業をした。全6作からなる『ルイ・ド・フュネスのサントロペシリーズ』は代表作である。第6作『ルイ・ド・フュネスの大奪還』を製作中に結核のため死去した。映画は助監督のトニー・アボヤンツが監督を引き継ぎ完成した。この映画は主演のルイ・ド・フュネスにとっても遺作となった。
助演ではミシェル・ガラブリュの起用も多い。『ルイ・ド・フュネスのサントロペシリーズ』での上司役をはじめ、『Jo』、『守銭奴』などでルイ・ド・フュネスの相手役を務めている。ド・フュネス以外の映画では、『fr:Monsieur le président-directeur général（代表取締役社長殿）』、『fr:Le Concierge（管理人）』などに出演している。
私生活では化粧師で女優のフランソワーズ・ジュルダネと結婚し、長女ドミニクを設けた。ルイ・ド・フュネスは代父となることを了承した。
墓はパリ近郊バニュー市のパリ市民墓地にある。

## 主な映画
- 『ルイ・ド・フュネスのサントロペシリーズ』ルイ・ド・フュネス主演
  - 『大混戦』 1964年
  - 『ニューヨーク大混戦』 1965年
  - 『ルイ・ド・フュネスの大結婚』 1968年
  - 『ルイ・ド・フュネスの窓際一発大逆転』1970年
  - 『ルイ・ド・フュネス/サントロペ大混戦』1979年
  - 『ルイ・ド・フュネスの大奪還』1982年
- 『Jo』1971年 ルイ・ド・フュネス主演
- 『脱獄の報酬』1976年 ジャン・ギャバン主演
- 『守銭奴』1980年 ルイ・ド・フュネス主演および共同監督

## 共演
- ミシェル・ガラブリュ 16作
- ルイ・ド・フュネス 12作、『守銭奴』では共同監督
- ギイ・グロッソ 11作
- ミシェル・モド 9作
- ジャン・ルフェーヴル 7作
- クロード・ジェンサック 7作
- クリスチャン・マラン 6作
- フランシス・ブランシュ 5作
- ダリー・コウル 5作
- ポール・プレヴォワ 5作